# Xuxa 2
Xuxa 2 es el segundo álbum en español y el octavo álbum de estudio e internacional de la presentadora brasileña Xuxa. El álbum fue lanzado el 25 de abril de 1991 en Argentina y Latinoamérica, USA, Mexico y España por BMG, RCA y Polygram. Las canciones tuvieron grandes cambios; en la parte instrumental sonó más agradable y con un ritmo más latino. La canción "Crocki Crocki" es la única que no pertenece a los dos últimos álbumes, sino a Xegundo Xou da Xuxa (1987) y todas las canciones ya habían sido grabadas unos meses antes de empezar los programas internacionales. El álbum marca el debut de Xuxa en la televisión latinoamericana y ofreciendo un programa infantil en español transmitido por Telefe en Argentina y para todos los países de Latinoamérica. El álbum fue producido por Michael Sullivan y Paulo Massadas. La dirección de voz y las versiones en español de las canciones fueron escritas y realizadas por Graciela Carballo. 
La expectativa inicial era que las ventas superaran el primer álbum, que vendió 1,2 millones de copias, y llegó a la marca de 5,2 millones - lo que no ocurrió. El álbum reunió 10 canciones de éxito de los álbumes brasileños anteriores, desde Xegundo Xou da Xuxa a Xuxa 5 sin incluir Xou da Xuxa 3, y que fueron regrabadas en español. 
Siguiendo el modelo del disco anterior, contó con las muestras de las canciones originales pero remezcladas y con una calidad superior en relación con los discos publicados en Brasil. Las traducciones y adaptaciones de las canciones también fueron cambiadas para mantener las rimas. La foto de la portada es la misma que la del álbum Xou da Xuxa Seis lanzado algunos meses más tarde. En éste se insertó un icono de la bandera de Brasil para que no hubiera confusión, ya que el álbum también fue lanzado en Brasil pero en edición limitada, cosechando gran popularidad. Las ventas fueron muy buenas, pero no superó los dos millones de copias, al igual que Xuxa. 
La canción El milagro de la vida fue el tema de apertura de la novela "El árbol azul," una serie de televisión para niños coproducida en Argentina entre 1991 y 1992.
El álbum continuó siendo muy publicitado en 1992 hasta que el lanzamiento de Xuxa 3 fue adelantado para finales de ese año. La prestigiosa revista Billboard publicó en septiembre de 1992 que "Xuxa 2" quedó en primera posición de la lista musical en español. También apareció en la posición 77 de los 100 más vendidos en el mundo. Actualmente este álbum se encuentra descatalogado.

## Lista de canciones
| N.º | Título                  | Duración |  |
| 1.  | «Chindolelé»            | 4:07     |  |
| 2.  | «Hada madrina»          | 3:39     |  |
| 3.  | «Tren fantasma»         | 4:40     |  |
| 4.  | «Lectura»               | 3:20     |  |
| 5.  | «Alerta»                | 4:05     |  |
| 6.  | «I Love You Xuxu»       | 4:04     |  |
| 7.  | «Loquita por ti»        | 3:24     |  |
| 8.  | «Crocki, Crocki»        | 3:24     |  |
| 9.  | «Luna de cristal»       | 4:24     |  |
| 10. | «El milagro de la vida» | 4:02     |  |

## Información general
- Fecha de publicación: 25 de abril de 1991 (América Latina) / mediados de 1991 (Brasil)
- Formato: LP, CD y K7
- Vendaje (mundial): aprox. 1 700 000
- Certificación: Doble Platino
- Singles: Chindolelé, Loquita por ti, Luna de cristal, I Love You Xuxu
- Las canciones más exitosas: Chindolele, Loquita Por Ti, Luna De Cristal, Crocki Crocki
- Curiosidades: No hay canciones del álbum "Xou da Xuxa 3", el único álbum que no tiene canciones publicadas hasta el momento. Algunas canciones sufrieron los mismos cortes que las versiones en portugués por lo que no hay mucha diferencia entre unas y otras. La versión completa de "El milagro de la vida" se puede escuchar en varios "Show de Xuxa".

## Créditos del álbum
- Producción: Michael Sullivan y Paulo Massadas
- Coordinación artística: Max Pierre, Marlene Mattos
- Selección de repertorio: Xuxa, Marlene Mattos, Michael Sullivan
- Dirección de arte en español: Graciela Carballo, Maria Haydeé, Ester Piro
- Grabación de voz del coro adulto: Graciela Carballo
- Coordinación artística: Helio Costa Manso
- Técnicos de grabación adicionales: Luis Paulo, Marcos Caminha
- Estudios de grabación: Som Livre (Los Ángeles)
- Ingeniero de grabación de coros y mezcla en español: Antonio Moogie Canázio
- Dirección musical de coro: Kenny O Brien
- Asistentes de estudio y mezcla: Marcelo Serôdio, Julio Carneiro Cláudio Oliveira, Cesar Barbosa, Ivan Carvalho, Mauro Moraes
- Ingeniero de grabación y mezcla: Jorge Gordo Guimarães, Luis Guilherme D Orey
- Portada: Xuxa y Marciso 'Pena' Carvalho
- Fotos: Paulo Rocha